# Johanna Demetrakas
Johanna Demetrakas (Haverhill, Massachusetts, 20 de junio de 1937) es una cineasta independiente y directora de televisión estadounidense conocida por documentales como Womanhouse y Right Out of History . Ha trabajado como profesora en Cal Arts y USC.

## Trayectoria
Estudió en la Escuela de Diseño de Rhode Island, donde se especializó en Ilustración. En 1971, Demetrakas codirigió el documental Celebration at Big Sur, que recogía las actuaciones de Joan Baez, Joni Mitchell y Dorothy Morrison en el Big Sur Folk Festival. La película fue adquirida por 20th Century Fox. Le siguió  Womanhouse, un documental sobre la instalación de arte feminista en Cal Arts. En 2018 dirige Feminists:What Were They Thinking?  (Retratos del feminismo), un documental donde analiza la vida de las precursoras del feminismo en los años 70 a partir de una colección de retratos de mujeres realizados por la fotógrafa Cynthia MacAdams.

## Filmografía (selección)
- Feminists:What Were They Thinking? (2018)
- Relocation, Arkansas: Aftermanth of Incarceration (2016)
- Crazy Wisdom: The Life & Times Chogyam Trungpa Rinpoche (2011)
- O La La (2010) (corto)
- Out of líne (2001)
- Bus Rider's Union (2000)
- Some Nudity Required (1998)
- Homesick (1988) (corto)
- Right Out of History: The Making of Judy Chicago (1980)
- Womanhouse (1974)
- Celebration at Big Sur (1971)